# Kufstein
Kufstein (in dialetto tirolese Kufstoa) è un comune austriaco di 18 726 abitanti nel distretto di Kufstein, in Tirolo, del quale è capoluogo e centro maggiore; ha lo status di città capoluogo di distretto (Bezirkshauptstadt).
La città si trova sul fiume Inn ed è vicina al confine con la Baviera (Germania). È considerato il confine settentrionale del Tirolo storico, che a sud termina nella località di Borghetto sull'Adige, in Italia; la fortezza di Kufstein è menzionata fin dal XIII secolo. La stazione di Kufstein è il capolinea della ferrovia Kufstein-Innsbruck e della ferrovia Rosenheim-Kufstein, sul trafficato asse ferroviario che collega Monaco con Verona.
Qui nacque l'attore e cantante Max Grießer.

## Gemellaggi[1]
- Frauenfeld, dal 1988
- Rovereto, dal 1988
- Langenlois, dal 2012